# Jay Kumar
Jay Kumar (Hindi जय कुमार; * 10. Juni 2006) ist ein indischer Leichtathlet, der sich auf den 400-Meter-Lauf spezialisiert hat.

## Sportliche Laufbahn
Erste internationale Erfahrungen sammelte Jay Kumar im Jahr 2024, als er bei den U20-Weltmeisterschaften in Lima in 46,99 s den sechsten Platz über 400 Meter belegte und mit der indischen 4-mal-400-Meter-Staffel in 3:08,76 min ebenfalls auf dem sechsten Platz landete. Zudem wurde er dort mit der Mixed-Staffel über diese Distanz in 3:22,92 min Fünfter. Bei den World Athletics Relays 2025 in Guangzhou verpasste er in beiden Staffelbewerben eine Direktqualifikation für die Weltmeisterschaften in Tokio. Anschließend schied er bei den Asienmeisterschaften in Gumi mit 46,87 s im Halbfinale über 400 Meter aus und gewann mit der Männerstaffel in 3:03,67 min gemeinsam mit Dharmveer Choudhary, Manu Thekkinalil Saji und Vishal Thennarasu Kayalvizhi die Silbermedaille hinter dem katarischen Team.

## Persönliche Bestzeiten
- 400 Meter: 46,29 s, 9. Dezember 2024 in Bhubaneswar